# Loum Tchaouna
Loum Tchaouna (Yamena, Chad, 8 de septiembre de 2003) es un futbolista franco-chadiano que juega de delantero en el Burnley F. C. de la Premier League.

## Trayectoria
Nació en Yamena, Chad. Jugó en las categorías inferiores del F. C. Kronenbourg, S. C. Schiltigheim, R. C. Estrasburgo Alsacia y Stade Rennes F. C.. Debutó como profesional con el Rennes el 26 de septiembre de 2021 en un empate 1-1 en la Ligue 1 contra el F. C. Girondins de Burdeos.
El 30 de agosto de 2022 fichó por el Dijon F. C. O. en calidad de cedido.
El 2 de julio de 2025 firmó un contrato de cinco años con el Burnley F. C. por una cantidad no revelada.

## Selección nacional
Nacido en Chad, se trasladó a Francia muy joven. Es internacional juvenil con Francia.

## Vida personal
Su hermano, Haroun, también es futbolista profesional. Juega en la selección nacional de Chad.

## Estadísticas

### Clubes
Actualizado al último partido disputado el 28 de abril de 2025.
| Club                            | Div.          | Temporada     | Liga  | Liga  | Copas nacionales | Copas nacionales | Copas internacionales | Copas internacionales | Total | Total |
| Club                            | Div.          | Temporada     | Part. | Goles | Part.            | Goles            | Part.                 | Goles                 | Part. | Goles |
| ------------------------------- | ------------- | ------------- | ----- | ----- | ---------------- | ---------------- | --------------------- | --------------------- | ----- | ----- |
| Stade Rennes F. C. II Francia   | 5.ª           | 2020-21       | 5     | 3     | ―                | ―                | ―                     | ―                     | 5     | 3     |
| Stade Rennes F. C. II Francia   | 5.ª           | 2021-22       | 7     | 6     | ―                | ―                | ―                     | ―                     | 7     | 6     |
| Stade Rennes F. C. II Francia   | 5.ª           | 2022-23       | 2     | 0     | ―                | ―                | ―                     | ―                     | 2     | 0     |
| Stade Rennes F. C. II Francia   | Total club    | Total club    | 14    | 9     | 0                | 0                | 0                     | 0                     | 14    | 9     |
| Stade Rennes F. C. Francia      | 1.ª           | 2021-22       | 10    | 0     | 0                | 0                | 4                     | 0                     | 14    | 0     |
| Stade Rennes F. C. Francia      | Total club    | Total club    | 10    | 0     | 0                | 0                | 4                     | 0                     | 14    | 0     |
| Dijon F. C. O. Francia          | 2.ª           | 2022-23       | 28    | 0     | 1                | 1                | ―                     | ―                     | 29    | 1     |
| Dijon F. C. O. Francia          | Total club    | Total club    | 28    | 0     | 1                | 1                | 0                     | 0                     | 29    | 1     |
| U. S. Salernitana 1919 · Italia | 1.ª           | 2023-24       | 33    | 4     | 2                | 2                | ―                     | ―                     | 35    | 6     |
| U. S. Salernitana 1919 · Italia | Total club    | Total club    | 33    | 4     | 2                | 2                | 0                     | 0                     | 35    | 6     |
| S. S. Lazio · Italia            | 1.ª           | 2024-25       | 24    | 1     | 2                | 0                | 11                    | 1                     | 37    | 2     |
| S. S. Lazio · Italia            | Total club    | Total club    | 24    | 1     | 2                | 0                | 11                    | 1                     | 37    | 2     |
| Burnley F. C. Inglaterra        | 1.ª           | 2025-26       | 0     | 0     | 0                | 0                | ―                     | ―                     | 0     | 0     |
| Burnley F. C. Inglaterra        | Total club    | Total club    | 0     | 0     | 0                | 0                | 0                     | 0                     | 0     | 0     |
| Total carrera                   | Total carrera | Total carrera | 109   | 14    | 5                | 3                | 15                    | 1                     | 129   | 18    |